# Alarmprisen

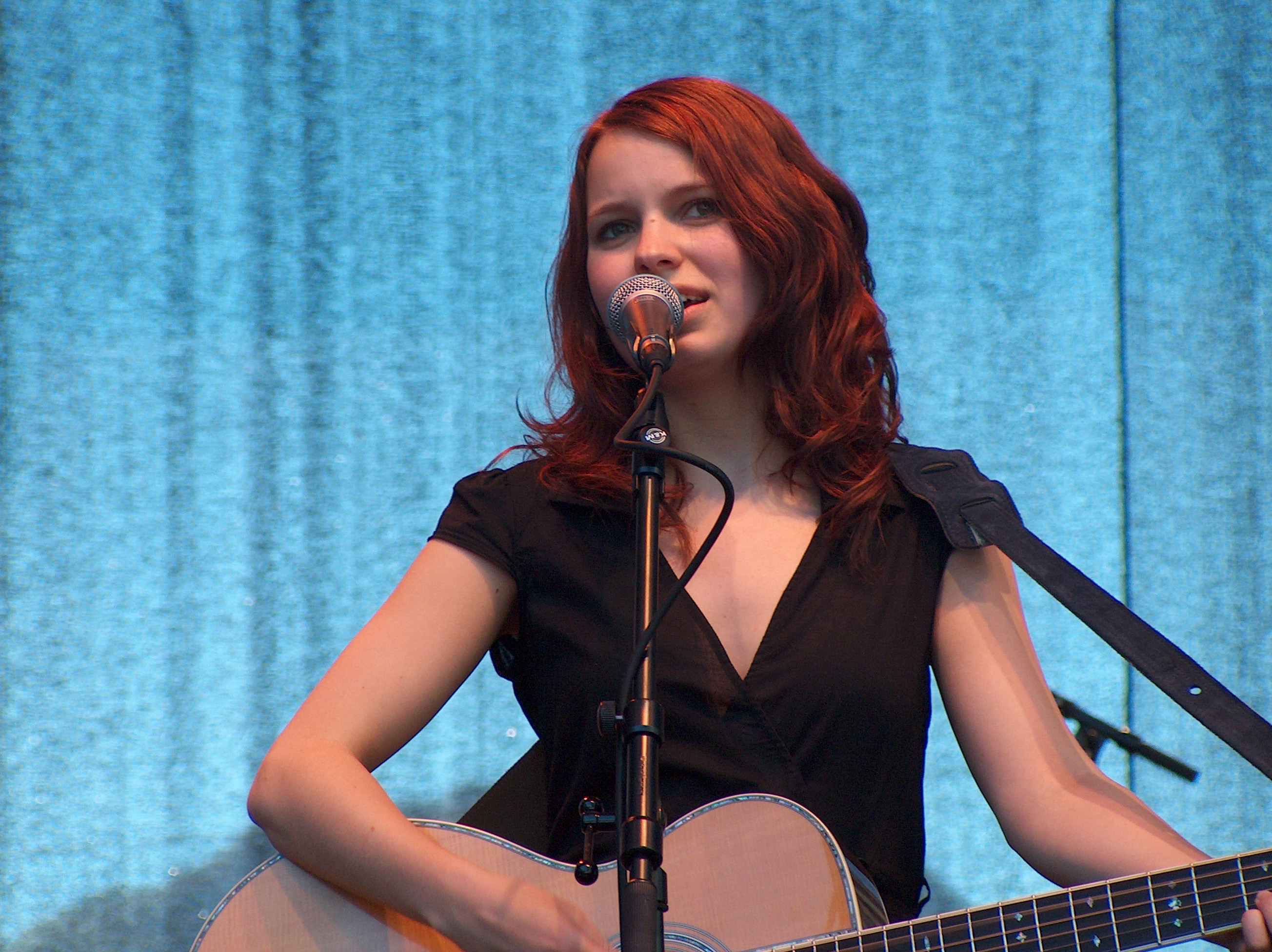
Marit Larsen fick Alarmprisen 2007 för albumet "Under the surface".

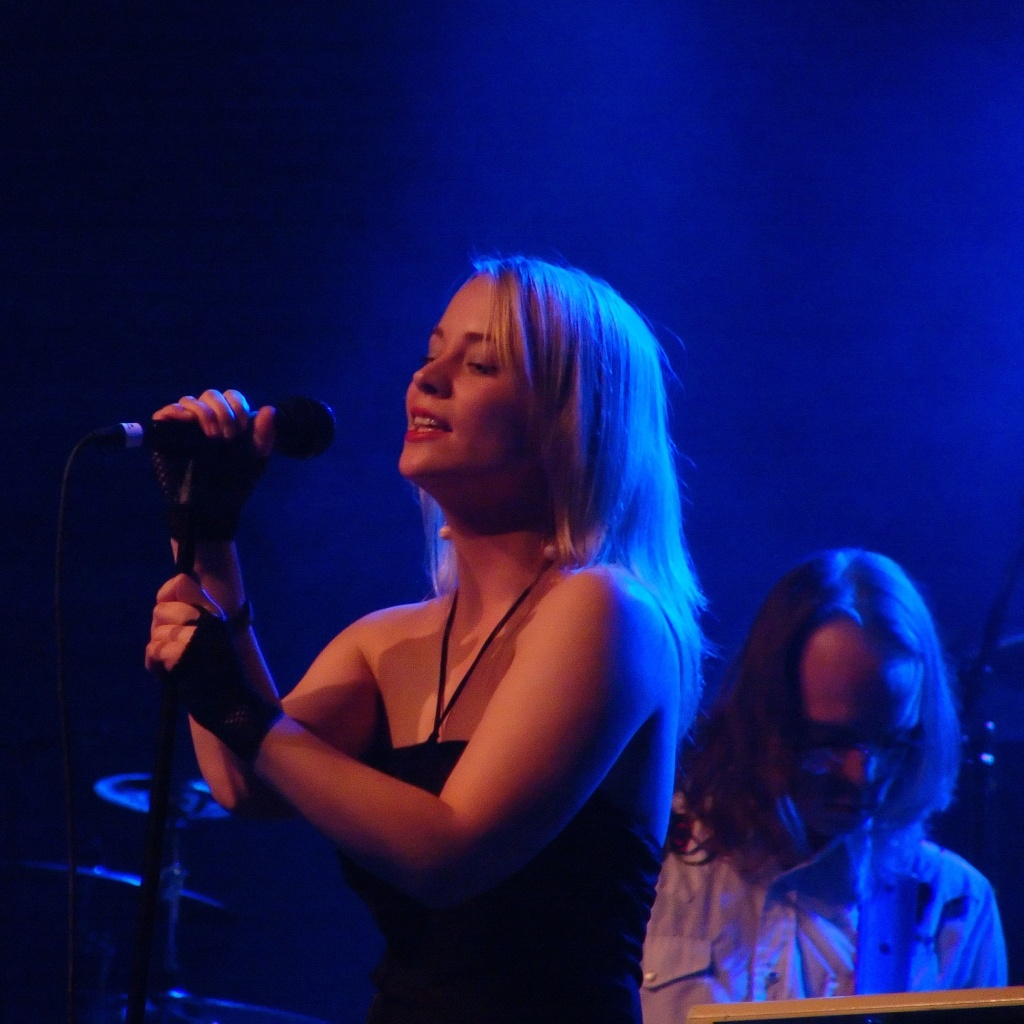
Annie fick pris i kategorin pop 2005.

Alarmprisen är ett norskt musikpris som delas ut en gång per år till norska artister inom ett utvidgat pop/rock-begrepp. Priset etablerades som ett alternativ till Spellemannprisen och Hit Awards och delades ut första gången 3 februari 2001. Priset delas ut av stiftelsen Alarm.
Priset delades ut på musikfestivalen By:Larm 2003 och 2004.
I oktober 2008 bestämde styrelsen att inte ha någon prisutdelning för 2008 på grund av pengabrist och det är oklart om priset kommer att delas ut 2009.